# Gabriela Platas
Gabriela Platas (née le 25 février 1974 à Naucalpan, Mexique ), est une actrice mexicaine.

## Carrière
Actrice de telenovelas, de théâtre, de cinéma et de télévision, Gabriela Platas commence sa carrière d'actrice en 1992 dans le film de cinéma Cambiando el destino aux côtés des membres du groupe Magneto. Le producteur de Mágica juventud l'invite à se joindre à l'équipe artistique de Dos mujeres, un camino. Suivent des telenovelas comme Pobre niña rica, La culpa, Huracán où elle interprète une adolescente rebelle. Elle participe aussi à Tres mujeres, Locura de amor, Carita de ángel, Clase 406, Las tontas no van al cielo et Atrévete a soñar, à Esperanza del corazón, en 2012 à Miss XV, en 2013  dans Por siempre mi amor. 
Elle fait partie de l'émission présentée par Adal Ramones, Otro Rollo. Elle participe à l'émission de téléréalité Big Brother VIP dans sa deuxième saison aux côtés de Yolanda Andrade, Omar Chaparro et Marintia Escobedo.  Elle a été mariée à Poncho Vera puis a divorcé. Actuellement elle est l'épouse de l'acteur et présentateur Paco de la O.
En 2015, elle revient aux telenovelas avec une participation spéciale dans Hasta el fin del mundo.

## Filmographie

### Telenovelas
- 1992-1993 : Mágica juventud : Brenda (Antagoniste)
- 1993 : Dos mujeres, un camino : Paola
- 1995 : Pobre niña rica : Estela Medrano (Antagoniste)
- 1996 : La culpa : Blanca
- 1997 : Huracán : Karina Robles (Antagoniste)
- 2000 : Locura de amor : Gisela Castillo (Antagoniste)
- 2000-2001 : Carita de ángel : Soraya (Antagoniste)
- 2002 : Clase 406 : Elisa Camargos (participation spéciale)
- 2008 : Las tontas no van al cielo : Bárbara
- 2009-2010 : Atrévete a soñar :  Marina
- 2011-2012 : Esperanza del corazón : Linda (participation spéciale)
- 2012 : Miss XV : Marina Landeros de D'Acosta
- 2013-2014 : Por siempre mi amor : Andrea Gutiérrez de Narvaez
- 2014-2015 : Hasta el fin del mundo : Rosa Valera (participation spéciale)

### Émissions de télévision
- 2013 : Hotel todo incluido : Jackie
- Big Brother VIP : Concurrente
- 2001 : Diseñador ambos sexos : Adriana Maza
- 2000-2005 : Otro rollo